# Kiril Wariski
Kiril Wariski (bulgarisch Кирил Варийски; * 28. Oktober 1954 in Plowdiw, Bulgarien; † 21. Juni 1996 in Sofia) war ein bulgarischer Schauspieler.

## Leben
Kiril Wariski beendete 1980 sein Schauspielstudium an der Nationalen Akademie für Theater- und Filmkunst „Krastjo Sarafow“. Anschließend arbeitete er an Theatern in Pasardschik und Smoljan und war vier Jahre lang beim Satirischen Theater Aleko Konstantinow in Sofia beschäftigt. Dem wiederum folgte in langjähriges Engagement am Nationaltheater „Iwan Wasow“. Große Bekanntheit erlangte er durch die Darstellung des gelähmten Schauspielers in Sako Cheskijas 1981 erschienenem Fantasyfilm Mein Freund, der Pirat.
Am 21. Juni 1996 verstarb Wariski im Alter von 41 Jahren an den Folgen eines Schlaganfalls. Bis zu seinem Tod war er mit der Schauspielerin Elsa Lalewa verheiratet. Die gemeinsame Tochter Laura arbeitet heute als Architektin.

## Filmografie (Auswahl)
- 1981: Mein Freund, der Pirat (Йо-хо-хо)
- 1982: 24 Stunden Regen (24 часа дъжд)
- 1985: Der Tod kann warten (Смъртта може да почака)
- 1985: Inspektor ohne Waffe (Инспектор без оръжие)